# Chrysomela populi
Chrysomela populi, el escarabajo de la hoja del álamo, o escarabajo de la hoja del sauce es un escarabajo de la familia Chrysomelidae (escarabajos de las hojas). Se encuentra en Eurasia en los bordes de bosques y caminos en donde crecen sus plantas huéspedes, álamos (Populus) y sauces (Salix).

## Subespecies
- Chrysomela populi populi Linnaeus, 1758[1]
- Chrysomela populi asiatica Jakob, 1952
- Chrysomela populi nigricollis Jakob, 1952
- Chrysomela populi kitaica Jakob, 1952
- Chrysomela populi violaceicollis Bechyne, 1954

## Distribución
Es una de las especies de escarabajos de hoja más extendidas y frecuentes de la subfamilia Chrysomelinae. Se pueden encontrar en la mayor parte de Europa (Austria, Bélgica, República Checa, Francia, Alemania, Italia, Luxemburgo, Polonia, Eslovaquia, Suiza), en la ecozona paleártica y en la ecozona oriental (Cáucaso, Pakistán, Siberia, Kazajistán, Asia Central, Extremo Oriente de Rusia, China y Japón).

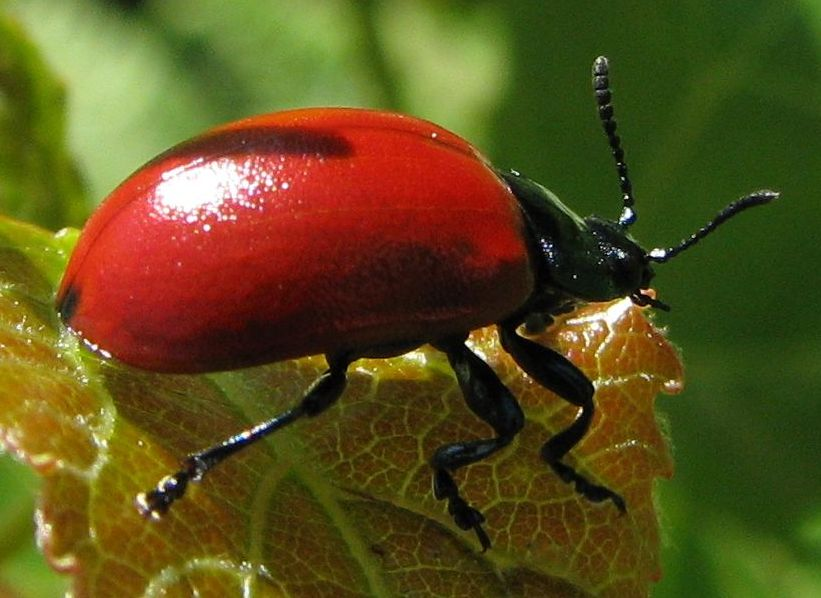
Vista lateral. Observe el pequeño punto negro en la parte trasera

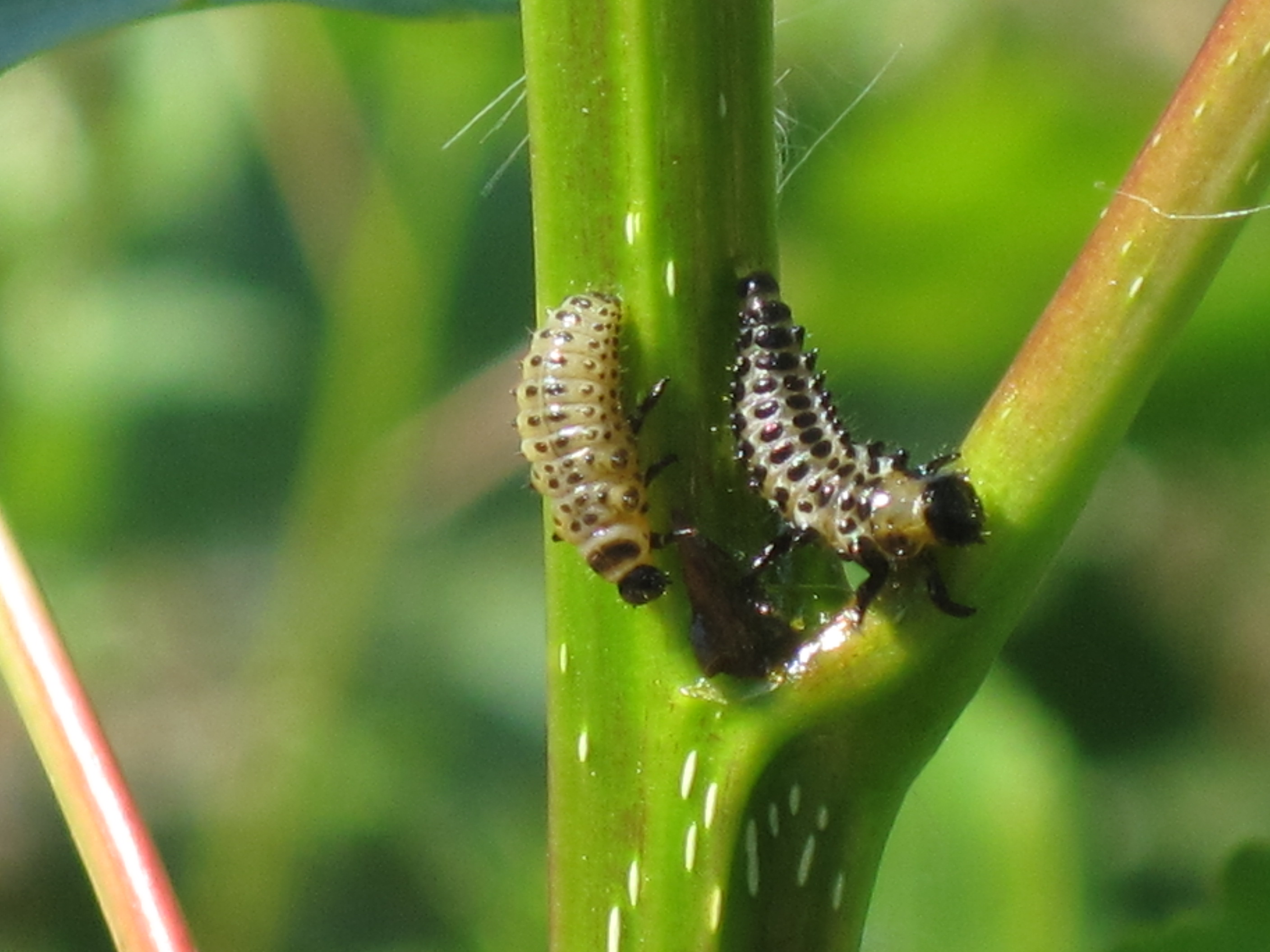
C. populi, larvas

## Hábitat
Habitan principalmente bosques de coníferas, mixtos y de hoja ancha, franjas forestales y prados secos con álamos y sauces.

## Descripción

### Larva
Las larvas son de color blanco o gris claro con puntos negros.

### Adulto
Chrysomela populi puede alcanzar una longitud de aproximadamente 9 a 13 mm.
La hembra es ligeramente más grande que el macho. El cuerpo es negro, azul oscuro o verde oscuro, redondo y con forma de mariquita. La cabeza y el pronoto son negros,  los élitros son de color rojo brillante, con una mancha negra en la base.  Algunos escarabajos son de color anaranjado.
Se puede distinguir de Chrysolina grossa por sus antenas más cortas y su pronoto menos extenso. También es bastante similar a Chrysomela saliceti y Chrysomela tremulae.

## Biología
Se pueden encontrar adultos de abril a octubre.  Las hembras ponen huevos en primavera, en pequeños grupos irregulares de hasta 20 a 30 huevos. Esta especie tiene de 2 a 3 generaciones por año. Las larvas de la última generación pasan el invierno bajo la hojarasca. Tanto las larvas como los adultos viven y se alimentan de hojas jóvenes de varias plantas de especies de Salicaceae, especialmente de especies de los géneros Populus y Salix.  Los adultos pueden emitir un líquido repelente rojo de fuerte olor que se obtiene del ácido salicílico contenido en sus plantas nutriicias.